# Monhystera barentsi
Monhystera barentsi är en rundmaskart som beskrevs av Steiner 1916. Monhystera barentsi ingår i släktet Monhystera och familjen Monhysteridae. Inga underarter finns listade i Catalogue of Life.